# De Violieren
De Violieren (La Giroflée, devenue, après la fusion, De Olijftak, ou Le Rameau d'olivier) est une des chambres de rhétorique d'Anvers.  Son origine remonte au XVe siècle.  Elle remplissait le rôle de département littéraire et dramatique d'expression néerlandaise de la guilde de Saint-Luc.  Fusionnées à partir de 1660, les chambres De Violieren et De Olijftak gardèrent le nom de cette dernière société jusqu'à la dissolution de la chambre fusionnée en 1762. En 1887, une troupe de théâtre amateur reprit le nom de l'ancienne chambre de rhétorique De Violieren.

## Bref historique

### Présentation

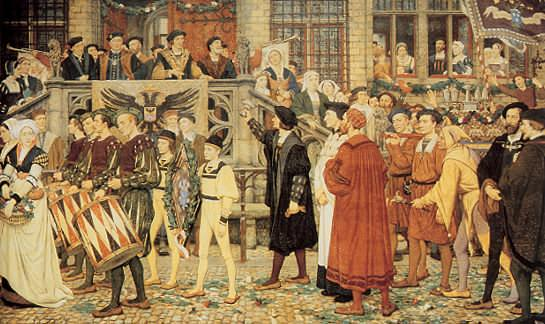
Représentation fantasmée de 1899 du cortège de la chambre de rhétorique De Violieren, après avoir remporté le grand prix du landjuweel de 1539 à Gand, par Edgard Farasyn (1858-1938) (salle des pas-perdus de l'hôtel de ville d'Anvers).

Les activités les plus notables de cette chambre de rhétorique ne différaient en rien de celles de toute autre société littéraire semblable : monter des pièces dramatiques, telles que des esbattements ; participer aux concours auxquels les chambres étaient invitées à formuler une réponse à des questions d'ordre religieux ou moral posées au préalable et formulées dans la carte d'invitation ; organiser de tels concours ; participer aux concours héraldique d'armes peintes devant représenter des énigmes emblématiques à résoudre et à expliquer ; organiser de tels concours.  En bref, il s'agissait de toutes sortes d'activités de portée littéraire par lesquelles les compagnies participantes pouvaient remporter des prix, ainsi que de l'encadrement littéraire et dramatique des célébrations et des festivités officielles (telles que la Joyeuse Entrée de Philippe II en 1556).  Le plus souvent, ce genre d'activités était ouvert au public.  Les affiliés de la chambre bénéficiaient de certains avantages, comme l'exemption de service dans les milices bourgeoises, en 1504 concédée à la chambre De Violieren pour le nombre limité de 75 membres au maximum ; cette décision fut toutefois révoquée lorsqu'on établit de nouveaux statuts en 1619.

### XVesiècle
La chambre De Violieren fut constituée au sein de la guilde de Saint-Luc d'Anvers.  Selon une note de l'an 1480 dans les registres du début du XVIe siècle de la guilde de Saint-Luc, la chambre obtint son nom après la victoire remportée par les « guldebruers » lors du landjuweel de Louvain, qui avait eu lieu à l'automne de 1478 et auquel avait assisté Maximilien Ier d'Autriche, qui se vantait d'avoir appris le néerlandais. D'autres sources confirment ces données.  La victoire au landjuweel ayant été notée dans les registres pour l'an 1480, les membres de la chambre De Violieren acceptèrent cette date comme celle de la constitution de leur chambre (voir, par exemple, le règlement du 7 juin 1619).  À la même année, 1480, remonte la première mention de la devise de cette chambre : Wt ionsten versaemt (« Réunis en amitié »).  Dès 1490, la chambre reçut de la ville une subvention annuelle de trois livres de gros de Brabant. 
Les Violetten van Antwerpen se produisirent à Malines en 1493, et, la même année, ils assistèrent au concours de Bruxelles.  Après avoir reçu une bulle papale d'Alexandre VI, octroyant à la guilde le droit de constituer une confrérie des Sept Douleurs à l'église de Notre-Dame, la compagnie représenta une pièce dont on lit dans les archives de la chambre qu'elle comptait 2 800 vers et que les spectateurs en furent si satisfaits qu'une deuxième représentation fut prévue le jour de la Mi-Carême. 
La chambre De Violieren ayant remporté le prix de 1478 à Louvain, c'était à elle qu'il incombait d'organiser le prochain concours, et à son landjuweel, qui eut lieu en juin 1496 sous les auspices de Philippe le Beau, étaient invitées 28 chambres de Brabant, de Flandre, de Hollande et de Zélande, dont trois de Gand ainsi que d'autres d'Audenarde, d'Axel, d'Alost, de Termonde, de Hulst, de L'Écluse, d'Ostende, d'Ypres, de Courtrai, d’Amsterdam, de Reimerswaal et de Zevekote.  Parmi les sociétés du duché de Brabant, on en comptait trois de Louvain et autant de Bruxelles, hormis les chambres de Berg-op-Zoom, de Herentals, de Malines, de Zevenbergen, de Lierre, ainsi que celle de Nivelles, qui était la seule à représenter des pièces françaises.

### XVIesiècle

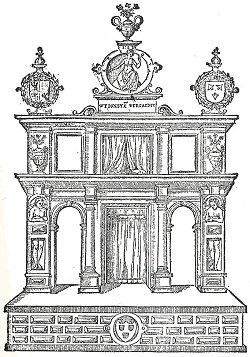
Scène pour le célèbre landjuweel de 1561 à Anvers ; illustration de la publication Spelen van Sinne, ghespeelt op de Lant juweel binnen Andtwerpen, imprimée en 1562.

En 1510, la chambre fut reconnue comme la plus ancienne de la ville d'Anvers.
Elle participa aux landjuwelen de Malines (1515), de Louvain (1518), de Diest (1521), de Bruxelles (1532), de Malines (1535) et de Diest, où la chambre remporte le premier prix en 1541.  Elle participa également aux compétitions de Gand en 1539 (où elle remporta le prix principal de quatre cruches en argent, pesant neuf marcs de Troyes), de Bruxelles en 1562, d'Amsterdam en 1613 et de Malines en 1620.
Au XVIe siècle, les membres de la chambre De Violieren sympathisaient avec la Réforme protestante, comme le firent les élites dirigeantes partout aux Pays-Bas.  Ainsi, en 1547, le maître d’école Peter Schuddemans, membre distingué de la chambre anversoise, se vit condamner à mort en raison de ses convictions religieuses, comme d'ailleurs le hoofdman, ou chef, influent et fortuné, Anthonis van Stralen, qualifié de luthérien en 1566, qui fut exécuté, quoique d'abord pour des raisons politiques.
Comme l'organisation d'un prochain landjuweel incombait aux gagnants de la compétition précédente et que De Violieren avait remporté le prix du concours de 1541, ce fut cette chambre-ci et son facteur dynamique, le luthérien Willem van Haecht, qui durent prendre en charge l’élaboration du tournoi dramatique de 1561, ouvert aux chambres de rhétorique de Brabant, ainsi accueillant des compagnies de Berg-op-Zoom, de Bois-le-Duc, de Bruxelles, de Diest, de Herentals, de Lierre, de Louvain, de Malines et de Vilvorde dont les nombreux rhétoriciens firent leur entrée à Anvers à cheval.  Comme le thème initial, retenu par la chambre, fut considéré comme « scabreux » par le cardinal Granvelle, la chambre dut établir et proposer une liste de sujets parmi lesquels la gouvernante des Pays-Bas put sélectionner les trois parmi lesquels cette société put à son tour faire le choix définitif.
Le concours eut lieu du 3 au 23 août 1561 et fut suivi des moralités représentées au Jeu des haies, qui avait également été octroyé par le roi et qui était ouvert aux sociétés des villages et du « franc » ainsi qu’aux chambres non autorisées à participer au landjuweel.  Ainsi, des chambres de Berchem (Anvers) et de Turnhout participèrent au Jeu à côté de celles d'Anvers et de Bruxelles, la ville résidentielle dont les chambres étaient, à cette époque, les partenaires privilégiés de celles d'Anvers. Le 2 septembre 1561 fut la date de clôture du Jeu des haies.
Si Farnèse avait interdit toute activité rhétoricienne en 1584, et si les biens des chambres avaient été déclarés confisqués, ce fut tout de même au savoir-faire et à l'expérience des rhétoriciens, et de toute évidence aussi à ceux de la compagnie des Violieren, que l'on dut faire appel pour organiser le grote triomphe à l'occasion de l'arrivée à Anvers du gouverneur, victorieux de la République calviniste de cette ville. En 1592, la subvention suspendue depuis 1587 à cause de la guerre de Quatre-Vingts Ans et à la suite des restrictions imposées par la Contre-Réforme fut accordée de nouveau par provision.

### XVIIesiècle

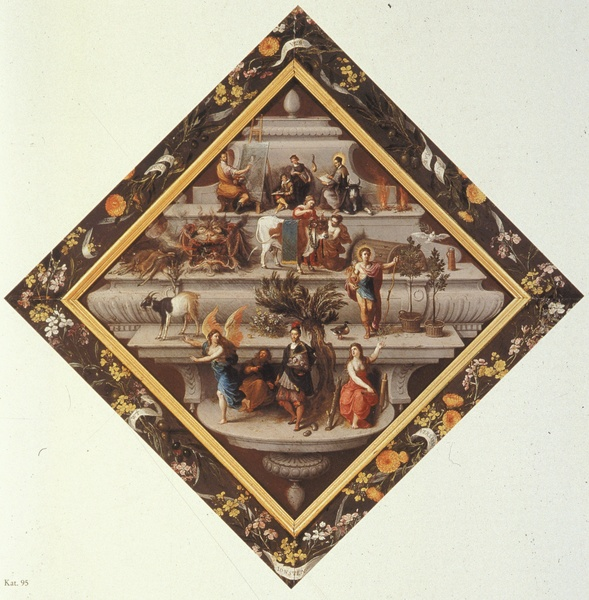
Poème sous forme de rébus sur un blason (Musée royal des beaux-arts d'Anvers), peint pour De Violieren par quatre membres, les peintres Hendrick van Balen, Jan Brueghel l'Ancien, Frans II Francken et Sébastien Vrancx, en 1618 ; ce tableau leur a valu d'obtenir le premier prix au concours organisé par une chambre concurrente, De Olijftak.

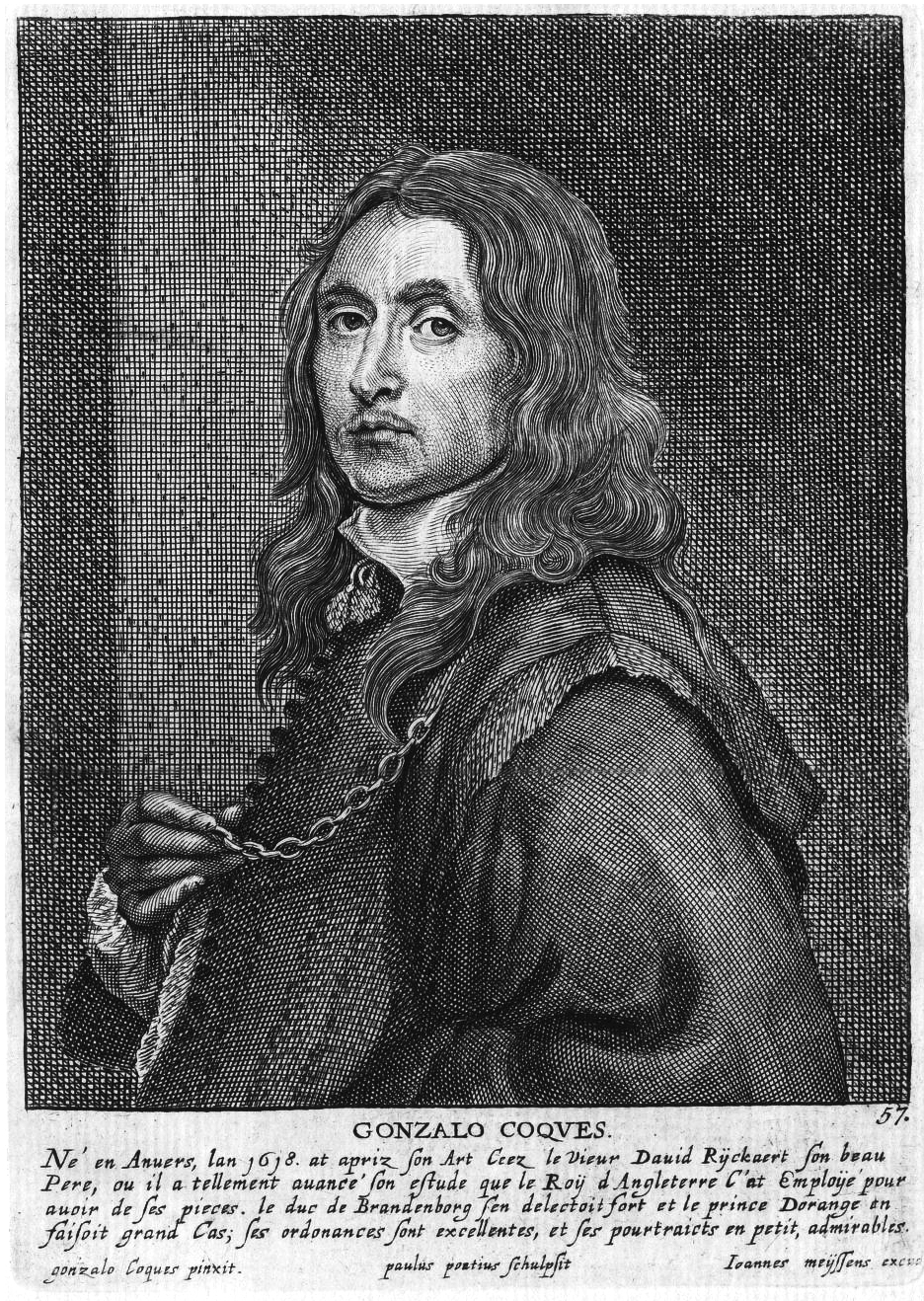
Portrait gravé par Paulus Pontius et publié par Jan Meyssens d'après l'autoportrait de Gonzales Coques, doyen en 1664 et en 1679.

Les chambres de rhétorique reprirent leurs activités pendant la trêve de Douze Ans, conclue entre l'Espagne, qui contrôlait de fait les Pays-Bas méridionaux, et la République ; les sociétés anversoises De Violieren et De Olijftak envoyèrent même des morceaux aux concours de refrains organisés par les villes républicaines d'Amsterdam, de Haarlem et de Leyde.
En 1619, après avoir présenté une requête aux autorités, la chambre reçut de nouveaux statuts, qui stipulaient, entre autres, que le nombre de membres à qui pouvaient être accordés certains faveurs, privilèges et immunités était désormais réduit de 75 à 50.  Dans leur requête, les rhétoriciens soulignent que, malgré la période d'inactivité causée par la guerre, la guilde avait continué à jouer une moralité (spel van zinne) le jour de saint Luc, leur patron.  En vertu des statuts, les rhétoriciens étaient censés prêter serment à la foi catholique dans les mains du chef (hoofdman) de la ville. 
C'est à partir de cette époque que la chambre réunit, parmi ses affiliés, la fine fleur des artistes anversois, dont Boel, Brouwer, Jan Brueghel le Jeune, Coques, Janssens, Van Noort, Rombouts, Artus et Érasme Quellin, Vaenius, Cornelis et Paul de Vos ainsi que Sébastien Vrancx, l'un de leurs membres les plus prolifiques.  À cette époque, elle participa aux festivités organisées à l'occasion des entrées solennelles des gouverneurs généraux des Pays-Bas espagnols, comme celle du cardinal infant en 1635.
Bien que cette société honorât encore, de temps à autre, son patron saint Luc, le jour de sa fête, par la représentation de pièces dramatiques, entre autres de Guillielmus Ogier, elle semble tout de même avoir été à peu près moribonde après 1638, pas moins d'ailleurs que deux autres chambres de rhétorique à Anvers, De Goubloeme (Le Souci) et De Olijftak (Le Rameau d'olivier). 
La perte de l'arène publique pour les représentations de pièces dramatiques, en partie à cause de la surveillance accrue de la part des autorités, alla de pair avec un élitisme renforcé.  La chambre ne jouait plus en plein air, mais pour un public restreint, à l'intérieur et dans ses propres locaux. L'illustration en est offerte par la pétition de 1644, introduite par la chambre et connue par un document des archives de la ville d'Anvers, par laquelle elle demande de lui permettre de percevoir une rétribution à l'entrée de ses locaux.
Vers 1660, les chambres De Violieren et De Olijftak entamèrent des pourparlers dans le but de se fusionner l'un avec l'autre, ce qui aboutit à la poursuite des activités sous le nom de cette dernière société,. De cette période féconde résultèrent plusieurs pièces de Guillielmus Ogier. Cependant, une mésentente entre la chambre et la corporation des arbalétriers conduisit à un procès dont l'enjeu était le nombre de membres titulaires de privilèges et d'immunités.  Le coût du procès eut pour conséquence que la chambre, des années durant, ne put monter des représentations théâtrales coûteuses.  Lorsque, le 2 juin 1677, après quatorze ans, le verdict tomba et que la guilde de Saint-Luc, unie à son département littéraire, en sortit gagnant, obtenant 2 212 florins Carolus et quatre patards et demi, la chambre monta, le jour de fête de son patron saint Luc, en célébration du succès judiciaire, une pièce comique écrite par Barbara Ogier, suivie d'une farce de son père, Guillielmus.

### XVIIIesiècle
Au début du XVIIIe siècle, lorsque les armées de Louis XIV inondèrent les Pays-Bas méridionaux dans la guerre de Succession d'Espagne, les représentations dramatiques de la chambre des Violieren, rebaptisée De Olijftak, perdirent leur attrait après l'arrivée de la concurrence du théâtre français, bien que les chambres de rhétorique possédassent officiellement le monopole de ce genre de divertissement.  À partir du règne de Charles-Alexandre de Lorraine, gouverneur général des Pays-Bas autrichiens, les activités de la chambre reprirent de plus belle ; les rhétoriciens semblent s'être adaptés au goût de leur public et à la mode du jour, jouant des pièces en traduction néerlandaise telles que l’Amphitryon de Molière, représenté en janvier 1758.  Bien que ce genre de pièces fût très populaire auprès des spectateurs, en raison de l'un ou l'autre démêlé, et peut-être à cause du manque de zèle des rhétoriciens, la société fut dissoute en 1762.

### XIXeetXXesiècles

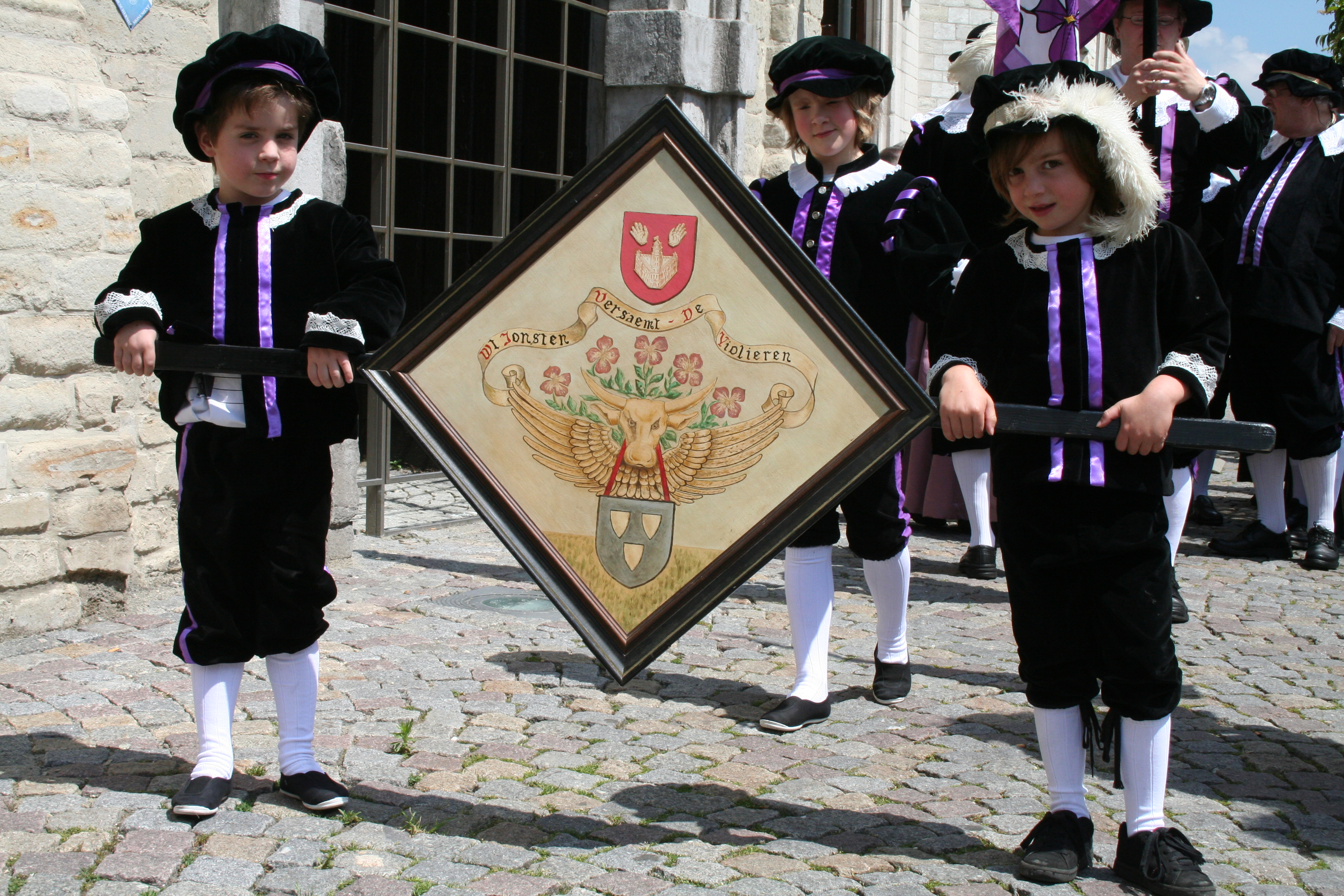
Des Violieren au cortège du congrès des rhétoriciens de 2009 à Malines.

En 1887, sur l'initiative de Willem Schepmans, on renoua avec les vieilles traditions en constituant une nouvelle société, qui prit le nom de l'ancienne chambre des Violieren.
Cette troupe de théâtre amateur, dont le titre complet est Koninklijke Aloude Hoofdrederijkerskamer De Violieren (la Vénérable Chambre royale de rhétorique La Giroflée), occupe une place particulière dans la vie culturelle anversoise.
Avec des hauts et des bas, cette société, sise au centre d'Anvers, continue à déployer toutes sortes d'activités principalement culturelles.

## Annexe

### Liste de doyens
Cette liste de doyens de la guilde de Saint-Luc, qui, entre 1619 (date à laquelle la société reçut de nouveaux statuts) et 1714 (année où la guerre de Succession d'Espagne prit fin), ont accepté des membres au sein de la chambre de rhétorique De Violieren et, dès la fusion avec la dernière, aussi au sein de l'Olijftak, ne vise pas à être complète. 
| Doyen | En l’année : |
| --- | --- |
| Peeter Goetkint Adriaen van Stalbemt (Jan Coomans) Cornelis de Vos, Jan van Meurs Carolo de Mallery Antonio Goetkind Abraham Goyvaerts Geeraert van Wolschaten Steven Wils Roelant Jacops Jan Baptist Barbe Andries Colyns de Nola (Jan Janssens, prince) Theodoor Rombouts Henderick Aertsen Eduard Snaeyers Andries de Licht Nicolaus Lauwers Francken Deken Henderick van Spagnien Joannes Galle Wilhelmus van Hamme Gillis Fabry Guiliam Lesteens Cornelis de Bailleur Henricus van Halmale Peeter Thys Gaspar Huybrechts (Henricus van Halmale) Henricus Peris (Maximus Gerardi) Martinus Huybrechts Gonzales Coques Job. Gillemans Godgaf Verhulst Peeter Clouwet Joannes Baptista Segers Peeter van Brekevelt Franciscus Huybrechts (remplaçant : Ambrosius Breugel) Josephus Dela Morlet Jacobus Bruynel Martinus Verhulst Carolus Emmanuel Biset Peeter Claessens Theodorus Verbruggen Ferdinandus van Abshoven (remplaçant : Martinus Verhulst) Martinus Huybrechts Gonzales Coques Ignatius van Coukercken Peeter Sion Philippus Werts, Martinus Deurweerders, et Godefridus Maes, peintre Jan Baptist de Vree Geeraert Donck Augustinus Graet Henricus Verbruggen Gaspar Bouttats Gaspar Pedro Verbrugghen Henricus van Soest Guillielmus Kerricx, sculpteur, et Henricus van Soest Jacobus Wattele et Gerardus Thomas Jacobus Peeters et Constantinus Francken Cornelis de Clee Thomas Maes Matthys van Afryn Peeter Scheemakers Guilielmus Jacobs Reynier Adriaenssen Joan Anthoni de Pooter Gaspar de Boudt Jacobus van Hal Franciscus Nobertus Colyns Gerardus Thomas Joannes Paulus Robyns | 1618, doyen 1619, doyen (prince) 1620, doyen 1621, doyen 1622, doyen 1623, doyen 1624, doyen 1625, doyen 1626, doyen 1627, doyen 1628, doyen 1629, doyen 1631, doyen 1632, doyen 1634, doyen 1635, doyen 1636, doyen 1637, doyen 1638, doyen 1640, guide spirituel de la guilde 1642, hoofdman 1643, doyen 1644, doyen 1655, hoofdman 1660, doyen 1661, doyen (guide spirituel) 1662, doyen (prince en chef) 1663, doyen 1664, doyen 1665, doyen 1666, doyen 1667, doyen 1668, doyen 1669, doyen 1670, doyen 1671, doyen 1672, doyen 1673, doyen 1674, doyen 1675, doyen 1676, doyen 1677, doyen (remplaçant) 1678, doyen 1679, doyen 1680, doyen 1681, doyen 1682, ancien doyens et doyen en chef 1683, doyen 1686, doyen 1687, doyen 1688, doyen 1689, doyen et prince 1691, doyen 1692, doyen 1693, doyen et prince, doyen en chef 1694, doyen 1695, doyen 1696, doyen 1697, doyen 1698, doyen 1699, doyen 1700, doyen 1702, doyen 1703, doyen (peintre) 1704, doyen 1705, doyen 1706, doyen 1707, doyen 1714, doyen |

## Ressources

### Sources
- (nl) Cet article est partiellement ou en totalité issu de l’article de Wikipédia en néerlandais intitulé « De Violieren » (voir la liste des auteurs).
- (nl) Bruaene (van), Anne-Laure.  Le répertoire numérique des chambres de rhétorique des Pays-Bas méridionaux et de la principauté de Liège (1400-1650), [En ligne], [s. d.], réf. du 27 juin 2014.  [www.dbnl.org].
- (nl) Bruaene (van), Anne-Laure.  Om beters wille: rederijkerskamers en de stedelijke cultuur in de Zuidelijke Nederlanden 1400-1650, Amsterdam, Amsterdam University Press, 2008.
- (nl) Geschiedenis Violieren door de eeuwen heen, [En ligne], [s. d.], réf. du 30 juin 2014.  [www.deviolieren.be].
- (nl) Meeus, Hubert.  « Antwerpse rederijkers op zoek naar een nieuwe rol », Conformisten en rebellen: rederijkerscultuur in de Nederlanden (1400-1650) (réd. Bart A. M. Ramakers), Amsterdam, Amsterdam University Press, 2003.
- (nl) Straelen (van der), Jan Baptist.  Geschiedenis der Antwerpsche rederykkamers 1: geschiedenis der Violieren, Anvers, Peeters, 1834.

#### Membres des Violieren
- Jan van den Berghe (?-1559)
- Frederico Cornelio de Conincq (1606-1649)
- Willem van Haecht (vers 1530-avant 1612)
- Guillielmus Kerricx (1652-1719)
- Willem Ogier (1618-1689)
- Erasmus Quellinus II (1607-1678)
- Jan Smeken (vers 1450-1517)
- Sebastiaen Vrancx (1573-1647)

#### Auteurs associés aux Violieren
- Barbara Ogier ;
- Guilliam van Nieuwelandt.

#### Sur la littérature néerlandaise
- Littérature néerlandaise.

#### Sur les chambres de rhétorique
- Chambre de rhétorique ;
- Landjuweel.

#### Quelques chambres de rhétorique
- La chambre de rhétorique De Avonturiers (Warneton) ;
- La chambre de rhétorique De Baptisten (Bergues) ;
- La chambre de rhétorique Den Boeck (Bruxelles) ;
- La chambre de rhétorique De Corenbloem (Bruxelles) ;
- Eerste Nederduytsche Academie (Amsterdam) ;
- La chambre de rhétorique De Egelantier (Amsterdam) ;
- La chambre de rhétorique De Fonteine (Gand) ;
- La chambre de rhétorique De Gheltshende (Bailleul) ;
- La chambre de rhétorique De Lelie (Bruxelles) ;
- La chambre de rhétorique 't Mariacransken (Bruxelles) ;
- La chambre de rhétorique De Olijftak (Anvers) ;
- La chambre de rhétorique De Ontsluiters van Vreugde (Steenvoorde) ;
- La chambre de rhétorique De Persetreders (Hondschoote) ;
- La chambre de rhétorique De Royaerts (Bergues) ;
- La chambre de rhétorique Sainte-Anne (Enghien) ;
- La chambre de rhétorique Saint-Michel (Dunkerque) ;
- La chambre de rhétorique De Violette (Bruxelles) ;
- La chambre de rhétorique De Witte Angieren (Haarlem).